# Aelurillus deltshevi
Aelurillus deltshevi es una especie de araña araneomorfa del género Aelurillus, tribu Aelurillini, familia Salticidae. La especie fue descrita científicamente por Azarkina & Komnenov en 2015.
La longitud del prosoma del macho mide 2,8 milímetros. Se puede encontrar a menos de 500 metros sobre el nivel del mar. La especie se distribuye por Macedonia del Norte, Bulgaria y Azerbaiyán.